# Trélissac Football Club
Trélissac-Antonne Périgord FC är en fransk fotbollsklubb, grundad 1950 och baserad i Trélissac, i de östra förorterna till Grand Périgueux, i Dordogne. Klubbens hemmaplan är stadion Firmin-Daudou, men de har även idrottsanläggningar i kommunerna Antonne-et-Trigonant och Sarliac-sur-l'Isle.